# Aube
För andra betydelser, se Aube (olika betydelser).
Aube är ett franskt departement i regionen Grand Est, namngivet efter floden Aube. I den tidigare regionindelningen som gällde fram till 2015 tillhörde Aube regionen Champagne-Ardenne. 
Huvudort är Troyes. Aube gränsar till departementen Marne, Haute-Marne, Côte-d'Or, Yonne och Seine-et-Marne.